# Ист-Фолс-Чёрч
Ист-Фолс-Чёрч (англ. East Falls Church) — наземная открытая пересадочная станция Вашингтонгского метро на Оранжевой и Серебряной линиях. Она представлена одной островной платформами. Станция обслуживается Washington Metropolitan Area Transit Authority. Расположена в независимом городе Фолс-Чёрч и округе Арлингтон на пересечении межштатной автомагистрали №66, Норт-Сикэмо-стрит и Рузвельт-Булевад. Пассажиропоток — 2,384 млн человек (на 2007 год).
Станция была открыта 7 июня 1986 года.
Открытие станции было совмещено с завершением строительства ж/д линии длиной 14,6 км и открытием ещё 3 станций: Уэст-Фолс-Чёрч, Дунн-Лоринг, Вена. Открытие Серебряной линии запланировано на 26 июля 2014 года.